# Гальвес, Мариано
Хосе Мариано Фелипе Гоена-и-Гальвес (исп. José Mariano Felipe Goyena y Gálvez; ок. 1794, Гватемала — 29 марта 1862, Мексика) — гватемальский юрист, государственный и политический деятель, лидер Либеральной партии. В течение двух сроков подряд с 28 августа 1831 года по 3 марта 1838 года он был верховным главой государства (штата)  Гватемала (Jefe Supremo del Estado) в составе Федеративной Республики Центральной Америки. В 1836 году он был избран членом Американского философского общества.

## Происхождение и начало карьеры
Гальвес родился в 1790-х годах (некоторые историки называют дату 29 августа 1790 года, другие — 26 мая 1794 года). Он был подкидышем, оставленным в корзине в доме монаха Торибио Карвахаля, который отдал ребенка на усыновление семье Гертрудис Гальвес, одной из самых богатых в стране. Мариано посвятил себя учёбе сначала в монастырской школе в Гватемале, а затем на юридической школе Королевского и Папского университета Сан-Карлос-Борромео. Докторскую степень он получил 16 декабря 1819 года.
В городском совете Гватемалы Гальвес внёс предложение о прекращении войны между Гватемалой и Сальвадором. Он служил советником Габино Гаинсы во время правления того в Гватемале, и, вероятно, именно из-за его влияния последний не выступал решительно против народного движения за свободу.
После обретения независимости Гальвес выступил за присоединение Гватемалы к Мексике и участвовал в разработке Конституции 1824 года, закрепившей создание Федерации Центральной Америки. Когда в 1825 году в Гватемале собрался первый федеральный Конгресс Центральной Америки, он был не только одним из депутатов, но и председателем Конгресса. В гражданской войне 1826 года Гальвес принял участие вместе с федералистами и возглавил революционное движение против унитарного правительства, которое, хотя и было быстро подавлено, но ускорило вторжение в Гватемалу федералиста Франсиско Морасана. Гальвес присоединился к силам Морасана в Ауачапане.

## Во главе государства Гватемала
Член Либеральной партии Мариано Гальвес стал главой государства в 1831 году. В период беспорядков после изгнания консервативного лидера клана Айсинена и регулярных орденов в 1829 году Гальвес был назначен Франсиско Морасаном губернатором Гватемалы. Во главе Гватемалы провёл ряд прогрессивных социально-экономических реформ.
Либеральные историки, такие как Рамон Роса и Лоренцо Монтуфар-и-Ривера, отмечают, что Гальвес продвигал важные нововведения во всех аспектах управления, чтобы сделать государство менее зависимым от влияния католической церкви. В 1832 году был принят закон о свободе вероисповедания, государственное образование отделялось от церкви, упразднялись религиозные праздники в качестве государственных, вводился гражданский брак и развод. Президент способствовал развитию науки и искусства, учредил Национальную библиотеку и Национальный музей, пропагандировал уважение к законам и правам граждан, гарантировал свободу прессы, мысли и объединений. Вопреки противодействию со стороны населения, которое не привыкло к быстрому темпу изменений, реформы вроде судебной и муниципальной набирали обороты: вводился Кодекс Ливингстона (уголовный кодекс Луизианы) и был установлен общий подушный налог, что серьёзно сказалось на коренном населении. Однако всё это были намеченные гватемальскими либералами изменения, чтобы ликвидировать политическую и экономическую власть аристократии и католической церкви.
Среди его основных ошибок был контракт, заключенный 6 августа 1834 года с Майклом Беннеттом — коммерческим партнером Франсиско Морасана в бизнесе по производству ценных пород дерева; контракт предусматривал, что территории Исабаль, Лас-Верапасес, Петен и Белиз будут колонизированы в течение двадцати лет, но это оказалось невозможным, а также вызвало раздражение людей из-за необходимости иметь дело с «еретиками».

## Распад федерации и утрата власти

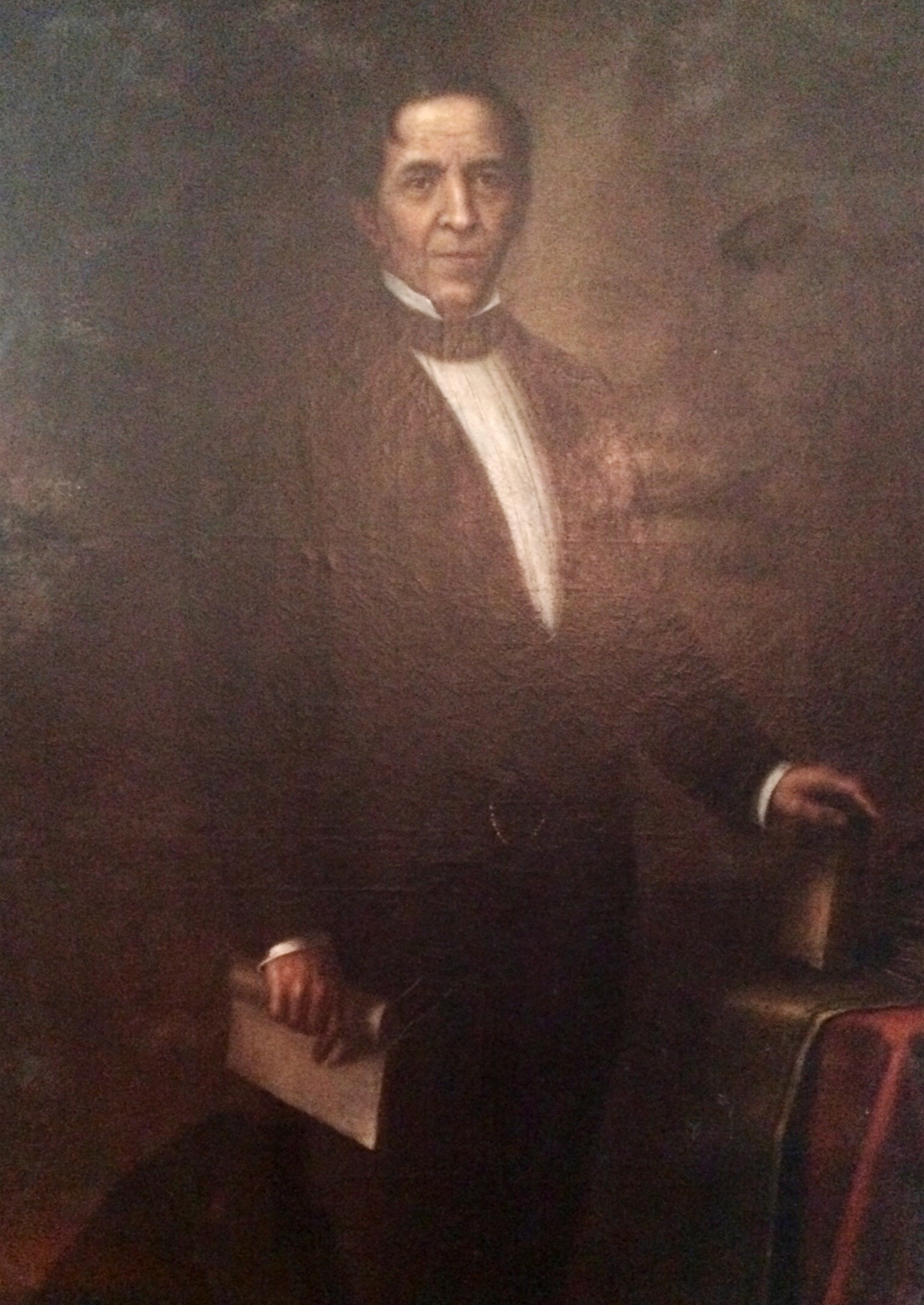
Портрет Мариано Гальвеса

В феврале 1835 года Гальвес был переизбран на второй срок, во время которого страну поразила азиатская холера. Светское духовенство, ослабленное отменой обязательной десятины, но всё ещё находившееся в стране, убедило малограмотных жителей внутренних регионов, что болезнь вызвана отравлением источников властями и превратило недовольство Гальвесом в религиозную войну. Крестьянские восстания начались в 1837 году под лозунгами «Ура истинной религии!» и «Долой еретиков!». Гальвес обратился к Национальному собранию с просьбой перенести столицу Федерации из Гватемалы в Сан-Сальвадор.
Его главными противниками были полковник Мануэль Монтуфар и Хуан де Диос Майорга. Хосе Франсиско Баррундиа и Педро Молина, ранее бывшие его друзьями, выступили против Гальвеса в последние годы его правления — в ответ на попытки жестоко подавить крестьянские выступления тактикой выжженной земли против сельских общин.
В 1838 году Антигуа-Гватемала, Чикимула и Салама отозвали признание правительства Гальвеса, а в феврале того же года революционные силы Рафаэля Карреры вошли в город Гватемала с требованием открыть собор для восстановления порядка в католических общинах, обязав Гальвеса отказался от власти. Потерявший пост Гальвес тем не менее остался в городе.

## Смерть
Гальвес умер 29 марта 1862 года в Мексике и был похоронен на кладбище Сан-Фернандо. В 1925 году его останки были репатриированы и сегодня покоятся в старой юридической школе в городе Гватемала.
В его честь назван Университет Гватемалы им. Мариано Гальвеса (Universidad Mariano Gálvez de Guatemala), основанный в 1966 году.